# Cașcaval Dalia
Cașcavalul Dalia este un sortiment de cașcaval semitare, specific industriei alimentare din România. Este unul dintre cele mai populare tipuri de cașcaval produse și consumate la nivel național.

## Istorie
Cașcavalul Dalia a fost introdus în perioada comunistă în România, fiind dezvoltat ca un produs standardizat în unitățile de procesare a laptelui. Denumirea „Dalia” a fost utilizată pentru a desemna un cașcaval cu caracteristici constante, produs în masă pentru consumul intern. După 1990, producția a continuat în unitățile industriale modernizate, iar rețeta a fost preluată și adaptată de diferiți producători locali.

## Producție
Cașcavalul Dalia este obținut din lapte de vacă pasteurizat. Procesul presupune:
- închegarea laptelui cu cheag microbian,
- presarea și scurgerea zerului,
- opărirea și frământarea cașului,
- maturarea timp de minimum 20-30 de zile în spații cu temperatură și umiditate controlată.

Textura este semitare, cu pastă fermă și elastică, iar culoarea variază de la galben-pal la galben intens, în funcție de sezon și hrana animalelor.

## Caracteristici
- Textură: semitare, ușor elastică
- Gust: ușor sărat, cu aromă specifică de lapte maturat
- Grăsime: minimum 45% în substanță uscată
- Formă: de obicei cilindrică sau paralelipipedică
- Greutate: între 500 g și 5 kg, în funcție de ambalare

## Consum
Cașcavalul Dalia este consumat ca atare, în sandvișuri, salate sau ca ingredient în preparate culinare: gratinate, omlete, paste și plăcinte. Poate fi prăjit, ras sau topit. Este preferat pentru gustul său echilibrat și consistența ușor feliabilă.

## Producători
Printre principalii producători de cașcaval Dalia din România se numără companii precum:
- Lactalis România (branduri: Zuzu, LaDorna)
- Napolact
- Covalact
- Delaco
- Producători locali din zonele Harghita, Covasna, Suceava, Argeș și Sibiu

Rețeta poate varia ușor între producători, dar este reglementată de standardele naționale privind produsele lactate.